# Alan Kijas
Alan Kijas (9 december 1986) is een Oostenrijks voetbalscheidsrechter. Hij is in dienst van FIFA en UEFA sinds 2023. Ook leidt hij sinds 2019 wedstrijden in de Bundesliga.
Op 17 maart 2019 leidde Kijas zijn eerste wedstrijd in de Oostenrijkse nationale competitie. Tijdens het duel tussen Rheindorf Altach en LASK (1–2) trok de leidsman eenmaal de gele kaart. In Europees verband debuteerde hij op 18 juli 2024 tijdens een wedstrijd tussen Inter Club d'Escaldes en Velež Mostar in de eerste voorronde van de UEFA Conference League; het eindigde in 5–1 en Kijas trok zesmaal een gele kaart. Zijn eerste interland floot hij op 11 juni 2024, toen Malta met 0–2 verloor van Griekenland door doelpunten van Anastasios Bakasetas en Christos Tzolis. Tijdens deze wedstrijd toonde Kijas aan de Griek Konstantinos Koulierakis een gele kaart.

## Interlands
| Datum        | Plaats             | Wedstrijd           | Uitslag | Competitie        | Kreeg geel | Kreeg voor de tweede keer geel en dus rood | Weggestuurd |
| ------------ | ------------------ | ------------------- | ------- | ----------------- | ---------- | ------------------------------------------ | ----------- |
| 11 juni 2024 | Grödig, Oostenrijk | Malta – Griekenland | 0 – 2   | Vriendschappelijk | 1          | 0                                          | 0           |

Laatste aanpassing op 28 juli 2024.